# Liste der denkmalgeschützten Objekte in Elmen
Die Liste der denkmalgeschützten Objekte in Elmen enthält die denkmalgeschützten, unbeweglichen Objekte der Gemeinde Elmen.

## Denkmäler
| Foto |                 | Denkmal | Standort                                | Beschreibung | Metadaten |
| ---- | --------------- | --- | --------------------------------------- | --- | --- |
| ja   | Datei hochladen | Kath. Pfarrkirche hll. Drei Könige, Friedhof mit Totenkapelle, Kriegerdenkmal HERIS-ID: 55335 Objekt-ID: 63957 TKK: 25474 | bei Elmen 21 Standort KG: Elmen         | Kirche mit barockem Langhaus und Chor und gotischem Turm von Friedhof umgeben. Hochaltar von Wolfram Köberl (1966). Figuren von Joseph Georg Witwer und Franz Xaver Renn. Gemälde von Karl Selb (1814) und Joseph Anton Köpfle (1803). Kreuzwegstationen von Balthasar Riepp (um 1750). Kruzifixus von Bartlme Steinle (1614). Orgel von Josef Behmann (1909). | BDA-Hist.: Q15840289 Status: § 2a Stand der BDA-Liste: 2025-06-30 Name: Kath. Pfarrkirche hll. Drei Könige, Friedhof mit Totenkapelle, Kriegerdenkmal GstNr.: .248, 3259, 3263/2 Pfarrkirche Elmen |
| ja   | Datei hochladen | Kreuzweg, Ölberg HERIS-ID: 64266 Objekt-ID: 76973 TKK: 25492                                                              | südlich Elmen 101 Standort KG: Elmen    | Die vierzehn Kreuzwegstationen entlang eines Weges am Hang südöstlich des Ortes bestehen aus Bildstöcken mit Gussreliefs aus der Zeit um 1900. | BDA-Hist.: Q38106335 Status: § 2a Stand der BDA-Liste: 2025-06-30 Name: Kreuzweg, Ölberg GstNr.: 2770/1 Ölberg (Elmen)                                                                             |
| ja   | Datei hochladen | Dreifaltigkeitskapelle HERIS-ID: 64270 Objekt-ID: 76977 TKK: 25480                                                        | Klimm 2, in der Nähe Standort KG: Elmen | Kapellenneubau mit offenem Vorraum (1962) nach Abbruch der ehemaligen Feldkapelle wegen einer Flurbereinigung. Gemälde Hl. Dreifaltigkeit von Ernst Degn (1962). | BDA-Hist.: Q38106454 Status: § 2a Stand der BDA-Liste: 2025-06-30 Name: Dreifaltigkeitskapelle GstNr.: .298 Dreifaltigkeitskapelle (Elmen)                                                         |
| ja   | Datei hochladen | Nothelferkapelle HERIS-ID: 64269 Objekt-ID: 76976 TKK: 25483                                                              | Martinau Standort KG: Elmen             | Saalraum mit Tonnengewölbe und Rundnische. Gemälde Mariahilf mit den Vierzehn Nothelfern aus dem Anfang des 19. Jahrhunderts. | BDA-Hist.: Q38106402 Status: § 2a Stand der BDA-Liste: 2025-06-30 Name: Nothelferkapelle GstNr.: .151                                                                                              |
| ja   | Datei hochladen | Filialkirche Martinau HERIS-ID: 55696 Objekt-ID: 64483 TKK: 25484                                                         | gegenüber Martinau 8 Standort KG: Elmen | Ursprünglich 1708 erbaute Kapelle, 1903 abgebrannt und neu erbaut, in der Ortsmitte von Martinau mit Langhaus, Chor, Turm und Sakristei. Fresko Tod des hl. Josef. Figuren von Joseph Georg und Joseph Clemens Witwer. Kreuzwegstationen von Johann Kärle. | BDA-Hist.: Q15809648 Status: § 2a Stand der BDA-Liste: 2025-06-30 Name: Ortskapelle hl. Josef GstNr.: .206 Saint Joseph Church (Martinau)                                                          |